# چارلز هومر هاسکینز

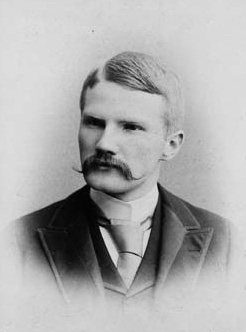
چارلز هومر هاسکینز

چارلز هومر هاسکینز (۲۱دسامبر۱۸۷۰ – ۱۴می ۱۹۳۷) مورخ آمریکایی قرون وسطی و مشاور رئیس‌جمهور ایالات متحدهٔ آمریکا، توماس وودرو ویلسون، بود. او اولین مورخ آمریکایی قرون وسطی به شمار می‌آید.مدال هاسکینز به افتخار او نامگذاری شد.
هاسکینز آنقدر درگیر سیاسی شد که به مشاور نزدیک رئیس جمهور ایالات متحده وودرو ویلسون که در جانز هاپکینز ملاقات کرده بود تبدیل شد. هنگامی که ویلسون در کنفرانس صلح پاریس در سال 1919 که در آن معاهده ورسای تنظیم شد، شرکت کرد، او تنها سه مشاور از جمله هاسکینز را به همراه آورد که به عنوان رئیس بخش اروپای غربی کمیسیون آمریکایی خدمت می کرد.

## رنسانس قرن دوازدهم
مشهورترین اثر هاسکینز رنسانس قرن دوازدهم (1927) است. کلمه رنسانس، حتی برای مورخان در اوایل قرن بیستم، به معنای رنسانس ایتالیایی قرن پانزدهم بود، همانطور که مورخ سوئیسی قرن نوزدهم یاکوب بورکهارت در تمدن رنسانس در ایتالیا تعریف کرد. هاسکینز وقتی اظهار داشت: «تداوم تاریخ، تضادهای خشونت آمیز بین دوره های متوالی را رد می کند، و تحقیقات مدرن نشان می دهد که قرون وسطی کمتر تاریک و کمتر ایستا، رنسانس کمتر روشن و ناگهانی تر از آنچه که قبلاً تصور می شد بوده. پیش از رنسانس ایتالیا، جنبش‌هایی مشابه، اگر چه کمتر گسترده بود، وجود داشت.
ارزیابی تازه هاسکینز از نوعی پیش از رنسانس، که آغازگر قرون وسطی عالی در حدود سال 1070 بود، در ابتدا با مخالفت برخی از محققان مواجه شد. رویکرد او گسترده‌تر از یک احیای ادبی صرف بود: او در مقدمه‌اش اظهار داشت که اروپای قرن دوازدهم:
از بسیاری جهات دوران زندگی تازه و پرنشاطی بود. دوران جنگ‌های صلیبی، ظهور شهرها، و نخستین دولت‌های بوروکراتیک غرب، اوج هنر رومنسکی و آغاز هنر گوتیک را شاهد بودیم. پیدایش ادبیات عامیانه; احیای کلاسیک لاتین و شعر لاتین و حقوق روم. بازیابی علوم یونانی، با افزوده های عربی آن، و بسیاری از فلسفه یونانی. و منشا اولین دانشگاه های اروپایی. قرن دوازدهم امضای خود را بر آموزش عالی، فلسفه مکتبی، سیستم های حقوقی اروپایی، معماری و مجسمه سازی، نمایشنامه مذهبی، شعر لاتین و بومی بر جای گذاشت. ... ما خودمان را به جنبه لاتین این رنسانس، احیای یادگیری به معنای وسیع - کلاسیک های لاتین و تأثیر آنها، فقه جدید و تاریخ نگاری متنوع تر، دانش جدید یونانیان و اعراب و آن محدود می کنیم. تأثیر بر علم و فلسفه غرب
هاسکینز بر فرهنگ عالی تمرکز کرد تا ثابت کند که قرن دوازدهم در واقع دوره رشد پویا بوده است. او به تاریخ هنر و علم، دانشگاه ها، فلسفه، معماری و ادبیات نگاه کرد و دیدگاهی جشن از آن دوره ارائه کرد. دیدگاه‌های جدیدتر درباره تمدید، تمرکز را گسترش داده است